# Notti al circo
Notti al circo è un romanzo di Angela Carter, pubblicato nel 1984 e vincitore, nello stesso anno, del James Tait Black Memorial Prize.
La protagonista del romanzo è Fevvers, una ragazza londinese o, meglio "cockney", che non conosce i propri genitori e che è - o vuol farci credere di essere – vergine. La storia si svolge nel 1899, anno in cui Fevvers è ormai una famosa trapezista, un'artista sensazionale e sorprendente, che, durante un'intervista, cattura l'attenzione del giovane giornalista Jack Walser. Egli decide così di seguire il circo, finendo per prendervi parte e ritrovandosi in un mondo che nessuna delle sue esperienze giornalistiche lo aveva preparato a incontrare.
Notti al circo può rientrare in differenti categorie letterarie, come il postmoderno, il realismo magico, o il postfemminismo. Esso si può, tuttavia considerare alla stessa stregua dei suoi personaggi, ossia come una sorta di amalgama artistico di tante filosofie e tanti stili diversi. Come nei suoi scritti precedenti, anche qui Angela Carter gioca con svariati aspetti letterari e scompone la tradizionale struttura della fiaba nella maniera più fantasiosa.
Il 2006 vide la realizzazione di un adattamento teatrale del romanzo ad opera di Tom Morris ed Emma Rice per la Kneehigh Theatre Company, che fu messo in scena nei primi mesi dell'anno al Lyric Hammersmith di Londra, al Bristol Old Vic di Bristol e al West Yorkshire Playhouse di Leeds.
Ispirato al romanzo, Nights at the Circus è anche il titolo del primo album della nascente superstar britannica Bishi (Bishnu Priya).

## Trama

### Londra
Notti al circo inizia con l'intervista di Jack Walser a Fevvers nel suo camerino londinese subito dopo lo spettacolo. Fevvers dichiara di essere stata abbandonata da piccolissima in una cesta sulla soglia di un bordello. Fino alla pubertà sembrava essere una bambina normale, se non fosse stato per le sue due sporgenze sulle spalle, da cui, all'arrivo delle sue prime mestruazioni, spuntarono delle vere e proprie ali. Dopo aver inizialmente posato come statua vivente di Cupido nella reception del bordello, fu trasformata nell'immagine della "Vittoria Alata" con in mano una spada appartenente a Ma Nelson, la proprietaria del locale. Questa fase della vita di Fevvers si interruppe improvvisamente quando Ma Nelson scivolò in strada finendo sotto le ruote di una carrozza. La casa fu ereditata dal suo pio fratello, che decise di convertirla in un centro di accoglienza per donne indigenti, ma i dipendenti di Ma Nelson vi diedero fuoco e se ne andarono ognuno per la propria strada.
Fevvers continua la sua storia, nonostante sorgano dei dubbi sulla veridicità della sua voce narrante. Insieme a Lizzie, racconta a Walser, andò ad abitare con la sorella di quest'ultima, aiutandola nella conduzione della gelateria di famiglia. Quando però essi cominciarono a versare in cattive acque, Fevvers accettò l'invito della temuta Madame Schreck, che dispose di lei in quello che era un esclusivo bordello in versione circense, in cui aveva riunito molte altre donne dall'aspetto singolare. Dopo un certo periodo Madame Schreck vendette Fevvers a un cliente, Christian Rosencreutz, che desiderava sacrificare una "virgo intacta" alata per ottenere per sé l'immortalità. Fevvers riuscì a fuggire e tornò a casa della sorella di Lizzie. Subito dopo si unì al circo del Colonnello Kearney come trapezista, raggiungendo enorme fama.
La sezione di Londra si conclude con la comunicazione di Walser al suo capo della sua decisione di seguire Fevvers, unendosi al circo nel suo gran tour imperiale.

### Pietroburgo
All'inizio di questa sezione Walser, che vive a Clown Alley, sta scrivendo a macchina le sue prime impressioni della città. Egli ha incontrato il Colonnello Kearney, il quale, consigliato dal suo maiale Sybil, gli ha offerto un lavoro nel circo come clown. Vengono così presentati gli altri membri del circo e, a un certo punto, Walser salva Mignon dall'attacco di una tigre.
Nella scena successiva il capo-clown Buffo e la sua troupe creano un certo scompiglio durante la cena. Walser si defila dalla mischia e trova Mignon che lo aspetta fuori, perché, abbandonata sia dal marito sia dall'amante, non ha un posto dove andare. Non sapendo come comportarsi con lei, egli la porta in albergo da Fevvers. Questa suppone che Walser abbia una relazione con Mignon e, benché gelosa, si prende cura della ragazza. Riconoscendo la bellezza della voce di Mignon, Fevvers le presenta la Principessa d'Abissinia, una silenziosa domatrice di tigri, che la introduce nel suo numero dei felini danzanti e recluta Walser come partner della tigre scompagnata.
Durante le prove, la famiglia di acrobati Charivari cerca di uccidere Fevvers e, suo malgrado, il Colonnelli Kearney è costretto a espellerli dal suo circo. Nello spettacolo di quella sera, Buffo il Grande sembra perdere la testa sul palco e tenta di uccidere Walser, cosa che riconduce alla Principessa che deve sparare alla tigre gelosa che attacca Mignon durante il Walzer delle tigri. Dopo lo spettacolo, Fevvers si reca a un appuntamento in una pensione appartenente al Gran Duca. Qui per poco non cade vittima delle sue avance e riesce a fuggire in un uovo Fabergé, raggiungendo il treno del circo proprio mentre esce dalla stazione. Quest'ultima scena è deliberatamente sconcertante: sviluppa quel senso di dubbio insinuatosi nella mente del lettore già all'inizio del racconto di Fevvers e getta le basi per gli eventi fantastici della sezione finale.

### Siberia
Il circo sta attraversando il continente asiatico. Il treno viene attaccato da una banda di carcerati in fuga che credono che Fevvers sia in grado di aiutarli a mettersi in contatto con lo Zar, il quale permetterebbe loro di ritornare ai propri villaggi. Il treno è ora distrutto e l'intero circo, fatta eccezione per Walser, viene condotto all'accampamento dei fuggiaschi. Walser invece viene salvato da un gruppo di assassine evase e dalle loro ex guardiane, che si sono ribellate alla sadica direttrice e le hanno quindi aiutate a fuggire. Approfittando di un momento di amnesia di Walser, le evase lo lasciano per una squadra di soccorso in avvicinamento, ma lui fugge nel bosco e viene accolto dallo sciamano di un villaggio, che, credendolo una sorta di guida spirituale, gli insegna le maniere della sua gente: lo sciamano, infatti, interpreta le sue visioni, che in realtà non sono altro che piccoli frammenti della memoria e del linguaggio che riemergono nella mente di Walser, come segni mandati dagli dèi. Il tempo passa e Walser si integra perfettamente nel primitivo villaggio.
Fevvers e il resto del gruppo sono prigionieri degli ex carcerati. Fevvers dice al loro capo che non può aiutarli perché ciò che hanno sentito dire di lei è falso. Depressi, i fuggitivi si danno all'alcol, così Fevvers convince i pagliacci del circo a realizzare per loro uno spettacolo, durante il quale si alza una tempesta che nella notte si porta via sia i clown che gli ex detenuti. I reduci iniziano a camminare nella direzione in cui sperano si trovi il mondo civilizzato. Si imbattono in una scuola di musica in rovina e si rifugiano presso il suo proprietario, il Maestro. Un breve incontro con Walser, ora parte perfettamente integrante del villaggio dello sciamano, convince Fevvers e Lizzie ad abbandonare la scuola del Maestro, dove sono al sicuro, per cercare Walser. Il Colonnello Kearney lascia il gruppo per continuare la sua ricerca della civiltà dove poter costruire un altro e più famoso circo. Mignon, la Principessa e Samson invece restano con il Maestro. Fevvers trova Walser, e i due scoprono infine di essere innamorati l'uno dell'altra. La storia si conclude all'alba del nuovo secolo con il grido vittorioso di Fevvers: "e pensare che ti ho davvero preso in giro".

## Ambientazione
Notti al circo attraversa Europa e Asia, conducendo il lettore nel gran tour imperiale insieme al circo del Colonnello Kearney. La rappresentazione dei personaggi comincia a Londra, si sposta a Pietroburgo e poi in Siberia, dove restano essi bloccati per il resto della narrazione. A Londra i personaggi si muovono prevalentemente nel camerino di Fevvers sull'Alhambra Music Hall, ma l'azione che si svolge nell'autobiografia della ragazza attraversa molti luoghi di Londra e dintorni. A Pietroburgo l'azione si dipana in tre posti chiave: Clown Alley, la stanza d'albergo di Fevvers e il circo stesso. La parte finale comincia su un treno su cui il circo sta attraversando la natura siberiana che separa l'Europa dall'Asia, ma l'azione principale e il culmine della storia si svolge nei gelidi boschi della Transbaikalia.

## Personaggi
- Fevvers (Sophie) – trapezista alata, maggiore attrazione del circo. È alta un metro e ottantacinque, è procace, dai capelli biondo platino (in realtà bruni ma ossigenati), ed è la personalità più rilevante della storia.
- Jack Walser – nativo della California, imbarcatosi clandestinamente su una nave in giovanissima età. È diventato giornalista e ha intervistato Fevvers prima di scappare con il circo per scoprire la verità sulla sua storia.
- Lizzie – madre adottiva di Fevvers, ex prostituta, attivista politica e rivoluzionaria dai presunti poteri occulti.
- Ma Nelson – amata proprietaria del bordello in cui Fevvers crebbe.
- Madame Schreck – proprietaria di un "freak show" adibito anche a casa chiusa.
- Toussaint – servo di Madame Schreck, nato senza bocca.
- Christian Rosencreutz – ricco maniaco religioso che crede che Fevvers sia un angelo caduto e cerca di sacrificarla.
- Il Colonnello Kearney – stravagante capitalista e proprietario del circo.
- Il piccolo Ivan – figlio di Olga Alexandrovna, cerca di scappare con il circo ma viene fermato da Walser.
- Sybil – maiale domestico del Colonnello Kearney, intelligente e chiaroveggente, su cui egli conta incondizionatamente per prendere quasi tutte le sue decisioni d'affari.
- La Principessa d'Abissinia – domatrice di tigri e pianista, si innamora di Mignon.
- Monsieur Lamarck – marito alcolizzato e violento di Mignon, e addestratore di scimmie.
- Mignon – inizialmente considerata la prostituta del circo, si rivela poi una sublime cantante che balla il walzer con le tigri e si innamora della Principessa.
- Samson – uomo forte del circo, amante di Mignon prima che questa si innamori della Principessa.
- Il Professore – capo delle scimmie che inganna il Colonnello Kearney permettendo agli scimpanzé di abbandonare il circo.
- Buffo il Grande – capo-clown, impazzisce e tenta di uccidere Walser.
- Charivari – famiglia italiana di trapezisti e funamboli, cercano di uccidere Fevvers per gelosia e da allora sono portatori di una maledizione, essendo condannati a fare pessime esibizioni.
- Il Gran Duca – membro dell'aristocrazia russa, destabilizza e spaventa Fevvers con insinuazioni a tal punto da farle quasi perdere il controllo della propria narrazione.
- La Contessa P. – ricca e crudele donna che uccide il marito e la fa franca, ma è perseguitata dal crimine commesso. Costruisce un panopticon in Transbaikalia dove cerca di rieducare altre omicide, ma riesce soltanto a rivoltare prigioniere e guardiani contro di lei.
- Olga Alexandrovna – prigioniera del panopticon, la prima a instaurare un contatto con una delle guardiane. È madre del piccolo Ivan e trova Walser dopo la distruzione del treno.
- Lo Sciamano – il leader spirituale del villaggio che dà rifugio a Walser quando questi viene colpito da amnesia.
- Il Maestro – maestro di una scuola di musica in Transbaikalia senza studenti. Dà asilo a quel che è rimasto della gente del circo dopo la fuga dal campo degli ex carcerati.

## Temi

### Tempo
Il concetto di tempo è qualcosa di incerto lungo tutto il romanzo, a cominciare dal momento in cui Walser si ritrova come pietrificato dal racconto di Fevvers e sente l'orologio battere la mezzanotte per tre volte nella stessa notte:
"Hey, there! didn't that clock strike midnight just a while ago, after the night watchman came around?"
"Did it sir? How could it have, sir? Oh, dear, no, sir!"»
"Ma… quell’orologio non ha appena suonato la mezzanotte un momento fa, dopo il giro della ronda notturna?"
"Dice, signore? Come sarebbe, signore? Oh cielo, no, signore!"»
(p. 42)
(p. 43)
Questo indistinto senso del tempo rappresenta la differenza tra tempo narrativo e tempo storico. Attraverso la narrazione Fevvers esercita il proprio potere su Walser e questa sua capacità di presa rivela il vero potere dell'arte narrativa e la sua influenza sul pubblico. Angela Carter sottolinea che le donne del romanzo sono in grado di uscire dai convenzionali ruoli sessuali del diciannovesimo secolo, ma solo utilizzando l'incanto. Come le stesse Fevvers e Lizzie rivelano nell'Epilogo, infatti, esse hanno ingannato Walser e giocato con la sua percezione del tempo usando l'orologio di Ma Nelson (p. 292). Durante i loro racconti, realizzano l'illusione del tempo che si arresta, mantenendo però il controllo solo in questo senso magico e illusorio.

### Postmodernismo
Notti al circo può essere catalogato come romanzo postmoderno per la sua complessità di linguaggio e per la presenza di elementi magici. La storia stessa è tanto intricata quanto la struttura del romanzo. Il mistero che avvolge Fevvers e le sue ali riporta alla mente molte ambigue opere postmoderne. L'ambientazione al volgersi del secolo, poi, è in questo senso più che mai appropriata: al modernismo si riconosce generalmente la caratteristica di includere la letteratura, la musica, le arti e i movimenti prodotti prima del 1914, mentre il passaggio nel nuovo secolo porta pian piano nuove idee e stili di vita. Il momento di transizione verso il nuovo si riflette in ogni aspetto del romanzo, la cui storia, tra l'altro, è già una concezione nuova e unica: l'iniziale scetticismo di Walser riguardante le ali di Fevvers è un chiaro segno del pensiero postmoderno, rappresentato anche dalla messa in discussione, da parte dei personaggi femminili, delle norme della società patriarcale.

### Post-femminismo
Nonostante la retorica femminista tipica della Carter, molte femministe furono deluse da questo romanzo, sostenendo che invece esso promuovesse il post-femminismo. Alcune di loro, per di più, asserirono che il linguaggio apparentemente crudo con cui si descrivono le donne lungo il romanzo fosse addirittura anti-femminista:
(p. 17)
Il fatto che le donne vengano descritte con tinte così forti, davanti a persone che riescono a restare al di fuori dai restrittivi ruoli sessuali, è tipico del pensiero post-femminista, per cui le donne non sono viste come vittime e secondo cui il femminismo tradizionale non è più rilevante in una società moderna. Tale asserzione è supportata dal fatto che il romanzo della Carter fu scritto e pubblicato negli anni Ottanta, quando il post-femminismo stava effettivamente cominciando a emergere.

### Femminismo
Anche il femminismo emerge in alcuni elementi dell'opera. Le ali di Fevvers potrebbero essere simbolo di liberazione, di fuga dall'oppressiva società patriarcale per andare incontro a un ventesimo secolo di libertà femminista. I personaggi femminili del romanzo potrebbero rappresentare le suffragette e l'intero movimento femminile in favore del suffragio universale dell'Ottocento e del Novecento. Fevvers, Lizzie e le altre donne dell'opera rappresentano l'idea della "Donna Nuova" e di un nuovo modo di pensare. Persino l'innocente e vulnerabile Mignon è capace di fuggire dal marito violento e dalla sua vecchia vita di oppressione verso un'esistenza in grado di renderla più forte al di fuori delle norme sociali.

### Realismo magico
Come molti dei primi romanzi di Angela Carter, Notti al circo contiene elementi di realismo magico. Qui la scrittrice combina il mitico con il realistico, creando per il lettore una giocosa e vorticosa avventura, spesso caotica e vivace come un circo vero. Nell'aggiungere questo elemento magico e giocoso, la Carter riesce a infondere alla storia dei subliminali messaggi politici e sociali. La stravaganza nel suo romanzo è un mezzo che le permette di far riferimento a pertinenti temi sociali come il patriarcato e i diritti dell'individuo. Inoltre, nei due personaggi principali, Fevvers e Walser, ella illustra il contrasto tra il magico e il credibile. La condizione di Fevvers, metà cigno e metà donna, rimane dubbia e surreale, mentre il ruolo di Walser  di giornalista pragmatico in cerca di fatti radica la storia nella realtà. Con il realismo magico Angela Carter è in grado di rivolgere l'attenzione al quotidiano attraverso una forma accattivante e giocosa.

### Ordine e Caos
Sebbene la sintassi sia spesso intricata e frettolosa (un po' come il circo), il romanzo possiede una struttura molto curata. La storia oscilla continuamente tra l'ordine e il caos, soprattutto nell'alternarsi della voce narrante tra Fevvers e Walser. Mentre la prima tende ad essere ipnotica, ma disorganizzata facendo rimbalzare le sue storie avanti e indietro nel tempo, il secondo è pragmatico e mantiene il lettore con i piedi saldamente a terra. Fevvers rappresenta l'elemento caotico della vita e Walser quello ordinatorio. Insieme sono incarnazione del mondo, perché né ordine né caos possono esistere l'uno senza l'altro, ma costituiscono un'unica forza bilanciatrice. Fevvers, inoltre, rappresenta l'indulgenza che Walser non permetterebbe mai a sé stesso di avere e, simmetricamente, egli è la forza che mantiene Fevvers in quella realtà che lei cerca costantemente di evadere insieme ai ruoli e alle regole della società.

### Individualismo
Il romanzo sostiene l'individualismo, fusione fantasticamente immaginativa di vari generi. Molti personaggi sfidano le convenzioni sessuali e i ruoli sociali del loro secolo e restano fedeli al loro io individuale. Le donne del romanzo non aderiscono all'oppressivo ruolo sessuale imposto dalle convenzioni del diciannovesimo secolo, così come gli animali del circo non aderiscono ai loro ruoli standard. La Carter conferisce una piega magica a molti aspetti del libro, cosicché diventa difficile per cose e persone rimanere convenzionali. Così come Mignon alla fine scopre la propria forza e fugge dal suo passato violento, Walser si ritrova nel suo viaggio a esaminare la fenomenale trapezista. Inoltre, essendo l'immagine di Fevvers come mezzo cigno e mezzo essere umano ambigua lungo l'intero testo, la ricerca di Walser di una verità che oltrepassi le sue famose ali enfatizza maggiormente il valore della vera identità e dell'affidamento a sé stessi al di là delle esteriorità e la dipendenza dalle forze esterne. Anche Lizzie e le altre donne del bordello sostengono il concetto dell'individualismo, perché contano su sé stesse, percependo il matrimonio come un impedimento sociale.

### Apparenza e Realtà
L'idea dell'apparenza contro la realtà è ravvisabile in tutto il romanzo. La verità sulle ali di Fevvers è il nodo cruciale di tale concetto, benché l'urlo celebrativo finale della donna ponga ulteriori dubbi. Il lettore rimane a domandarsi se l'inganno si riferisca alle ali di Fevvers o alla sua tanto decantata verginità. Sebbene appaia umana, ella sostiene di portare le ali dei suoi avi. Analogamente, sebbene le donne del bordello lavorino come prostitute, esse sono allo stesso tempo autosufficienti, "donne pensanti", che Lizzie paragona alle suffragette. Nulla è ciò che sembra in questo romanzo: persino gli animali sono dotati di caratteristiche magiche e vengono tirati fuori dalle loro gabbie convenzionali. Mediante questi elementi magici Angela Carter mette alla prova la capacità dei lettori di percepire la realtà e li sfida tutti a mettere in discussione ciò che li circonda.

### Classe e Ricchezza
Anche il tema della classe sociale è evidente in questo romanzo. Fevvers, Lizzie e persino Walser sono in una terra di nessuno di celebrità ed esibizione, al di fuori dalle tradizionali strutture di classe, e il recente arricchimento di Fevvers è reso in modo pacchiano attraverso la sua ostentazione. Gli altri personaggi, come le prostitute e gli artisti circensi, non hanno tali pretese e occupano fermamente un livello sociale  inferiore. La scrittrice ripone particolare attenzione alle dinamiche di classe nel Capitolo Cinque del Libro Secondo, dove descrive le misere condizioni di vita dei clown del circo. È evidente che solo la ricchezza esercita molto potere, perché Fevvers ha molte opportunità a Londra, ma una volta in Siberia perde ogni accesso al potere e nemmeno la sua precedente fama può aiutarla. Analogamente, Walser perde il proprio potere sociale quando diventa un clown del circo itinerante.

## Struttura, forma e punto di vista
Notti al circo utilizza diversi tipi di tecniche narrative lungo le tre differenti parti in cui è diviso.

### Londra
La storia comincia a Londra nel 1899 ed è narrata in terza persona. Tuttavia questo narratore è in un certo senso duplice e ciò inganna il lettore. Si ha infatti una prospettiva onnisciente nei confronti di Walser, mentre si nota una modalità narrativa più parziale quando si racconta di Fevvers e di Lizzie, come se si fossero appresi i fatti da un quotidiano dell'epoca. È un po' come se, nonostante la terza persona, il narratore presentasse solo il punto di vista di Walser. C'è, però, anche la prospettiva di Fevvers, che fa la propria autobiografia all'interno di un dialogo e usando quindi la prima persona. In questa prima sezione del romanzo, dunque, vengono usate due modalità narrative per confondere il lettore sull'identità del vero narratore. Sebbene sia chiaro, infatti, che il narratore principale non è Fevvers, questa controlla il passo e la direzione dell'intera sezione: ruba il potere della narrazione dal narratore e lo usa per catalizzare l'attenzione su sé stessa, lasciando all'altro il mero commento delle informazioni che lei fornisce. Questo trucco formale è utilizzato per presentare l'abilità di Fevvers di dominare il pubblico e di restare al centro dell'attenzione.

### Pietroburgo
La narrazione qui è molto simile a quella della sezione precedente: in terza persona e "onnisciente" nei confronti di Walser. Qui però vengono anche presentati i personaggi del circo. Mentre nella parte londinese le informazioni sul passato sono ricostruite interamente da Fevvers, nella parte di Pietroburgo il lettore riceve le informazioni relative ai personaggi direttamente dalla voce del vero narratore. In questo modo la narrazione è usata per dimostrare che Fevvers, benché presente in questa sezione, non è al centro dell'attenzione. Il narratore, infatti, si concentra sul circo e sui personaggi che ne fanno parte.

### Siberia
Lo stile narrativo della sezione precedente viene usato anche in quest'ultima, con un'eccezione però: è presente anche la prospettiva in prima persona di Fevvers. Il dialogo interno della donna è utilizzato per rimuovere molta parte, se non tutto, dell'alone mistico che la circonda.

## Allusioni

### Bibbia
Numerosi sono i riferimenti biblici lungo l'intero romanzo. Durante la descrizione del primo tentativo di volo da parte di Fevvers, per esempio, si allude a Lucifero, l'angelo caduto:
(p. 30)
L'allusione a Lucifero, descritto spesso nei testi cristiani come l'incarnazione del male, fa di Fevvers un angelo caduto, che si ribella alla dottrina patriarcale del diciannovesimo secolo. Come Lucifero, che guidò la rivoluzione contro Dio durante la guerra dei cieli, Fevvers è il simbolo del suffragio femminile e della lotta per i diritti della donna in generale.
Rosencreutz, l'ossessivo cliente di Madame Schreck, si rivolge a Fevvers chiamandola Azrael, Flora, Venere e Gabriele:
(p. 75)
(p. 77)
Per Rosencreutz, Fevvers va al di là di ogni altro essere che egli ha mai conosciuto. È sbalordito dalla sua esistenza, poiché non la considera né donna né uccello. Per lui non è più nemmeno un'entità, ma un oggetto da mettere in mostra. Egli crede che Fevvers sia la fonte della giovinezza e desidera pertanto farne sacrificio. Il suo atteggiamento nei confronti di Fevvers riflette naturalmente la sua visione delle donne, secondo cui esse hanno un valore solo per la loro essenza ed estetica e non per il loro essere reale.

### Altre opere
- G. Büchner, Woyzeck – La storia dell'uccisione della madre di Mignon ad opera del padre della ragazza perché è andata a letto con i soldati è un riferimento al dramma di Büchner, in cui si indaga il significato di essere umani e la piaga delle classi sociali più povere.
- H. Hesse, Demian – Fevvers fa continuamente riferimento al bisogno di Walser di uscire dal proprio guscio per raggiungere l'auto-realizzazione e l'individualità. Questa immagine è presa in prestito dal romanzo di Hesse, che presenta il conflitto tra bene e male e il modo in cui esso si relaziona con l'individuo. Inoltre, Hesse attinge alla filosofia di Nietzsche, di Freud e di Jung per presentare una teoria del soggettivismo contenuto all'interno dell'abilità individuale dell'uomo di diventare umano rompendo il guscio rappresentato dalle limitazioni imposte su di lui dalla società.
- H. Ibsen, Casa di bambola – I riferimenti contenuti nel romanzo a quest'opera teatrale sono molteplici, il più ovvio dei quali è quello al titolo.
- W. Shakespeare – Esistono molte allusioni a scene, interazioni e personaggi di vari drammi shakespeariani. Malvolio de La dodicesima notte e Lady Macbeth di Macbeth si offrono entrambi come paralleli dei personaggi del romanzo, di cui riprendono l'atteggiamento o il modo di vestire.
- H. Melville, Moby Dick – Nella descrizione di Walser vi sono allusioni a Ismaele, protagonista e narratore di Moby Dick.

(p. 10)
Questo paragone sia all'Ismaele biblico sia al protagonista del romanzo di Melville suggerisce l'idea di Walser come un outsider in viaggio sulla Terra. Inoltre, come il famoso personaggio di Moby Dick, anche Walser si considera il solo e unico narratore della storia, nella speranza di smascherare il falso – o, meglio, quello che egli inizialmente crede sia il falso narratore, ossia Fevvers. Ma ben presto egli cede la parola a lei e a Lizzie, ritrovandosi così ad essere un mero commentatore.
- Fiabe – Lungo il romanzo vi sono tracce delle fiabe più conosciute, che però solo a tratti riprendono il loro contesto originale. La Carter, infatti, inverte spesso il sesso dei protagonisti maschili trasformandoli in donne. Fevvers, per esempio, agisce molto spesso come il Principe Azzurro nei confronti di Walser, salvandolo da molte situazioni in cui senza di lei non avrebbe avuto nessuna speranza.

## Contesto storico
Molti dei contenuti e dei personaggi sono dettati dall'ambientazione di fine secolo. Nei personaggi femminili, in particolar modo, è rappresentata la transizione da un secolo all'altro e, pertanto, dagli ideali di un periodo a quelli dell'altro. Lizzie, per esempio, ha il ruolo di sostenitrice non solo di Fevvers ma anche dei diritti delle donne. Ella considera il matrimonio un impedimento personale e sociale e si assume il compito di accertarsi che Fevvers non cada nella trappola della società patriarcale. Lizzie è, dunque, il simbolo del movimento di emancipazione femminile del diciannovesimo secolo. In modo analogo, le donne del bordello di Ma Nelson sfidano le norme tradizionali e la stessa Lizzie le chiama "suffragiste" nel secondo capitolo del Libro Primo: è questa un'interessante immagine di dualismo che rievoca le "donne pensanti".
Anche il personaggio di Jack Walser ritrae il pensiero ottocentesco nel suo approccio pragmatico alla vita, mentre i vari membri del circo, nella loro lotta alla ricerca di sé stessi lasciandosi alle spalle il loro oscuro passato circense, rappresentano, con i loro ideali moderni, la transizione verso il nuovo secolo.

## Rilevanza letteraria e ricezione
Benché tra le ultime opere della carriera di Angela Carter, Notti al circo fu il primo romanzo a farle riscuotere larghi consensi, a cominciare dal James Tait Black Memorial Prize vinto nello stesso anno della sua pubblicazione.
Quanto alla critica letteraria, non ci fu giudizio unanime: alcuni non gradirono i subliminali messaggi politici dei contenuti, mentre altri apprezzarono la sua giocosità e originalità. Alcuni critici videro in Fevvers la versione alata dell'ideale femminista della "New Woman", capace di fuggire le trappole dell'Ottocento patriarcale per andare verso un Novecento di emancipazione femminile. Ciononostante, alcune femministe rimasero deluse da quest'opera, criticandone le posizioni post-femministe.
Dopo la morte di Angela Carter nel 1992, sia il romanzo che la reputazione della scrittrice raggiunsero un livello di popolarità ancora maggiore. L'opera, infatti, è entrata nei programmi di molti corsi accademici e, nel 2006, fu adattata per il palcoscenico da Tom Morris ed Emma Rice.

## Premi e riconoscimenti
- James Tait Black Memorial Prize per la narrativa (1984).

## Edizioni
- Angela Carter, Notti al circo, traduzione di Mariagiulia Castagnone, Milano, Feltrinelli, 1985, ISBN 88-07-01307-X.
- Angela Carter, Notti al circo, collana Le strade, traduzione di Mariagiulia Castagnone, postfazione di Dacia Maraini, n. 310, Roma, Fazi, 2017, ISBN 978-88-7625-878-7.